# Vivien Máthé
Vivien Máthé (6 luglio 1982) è una pentatleta ungherese.

## Palmarès
In carriera ha conseguito i seguenti risultati:
- Mondiali:

Pesaro 2000: oro nel pentathlon moderno staffetta a squadre.
San Francisco 2002: bronzo nel pentathlon moderno staffetta a squadre.
Città del Guatemala 2006: bronzo nel pentathlon moderno a squadre.
- Europei

Székesfehérvár 2000: bronzo nel pentathlon moderno staffetta a squadre.
Albena 2004: argento nel pentathlon moderno a squadre.
Montepulciano 2005: argento nel pentathlon moderno staffetta a squadre e bronzo a squadre.
Riga 2007: bronzo nel pentathlon moderno staffetta a squadre.
Mosca 2008: argento nel pentathlon moderno staffetta a squadre.